# Dilophus maculipennis
Dilophus maculipennis är en tvåvingeart som beskrevs av Blanchard 1852. Dilophus maculipennis ingår i släktet Dilophus och familjen hårmyggor. Inga underarter finns listade i Catalogue of Life.